# Victoire Van Nuffel
Victoire Van Nuffel née le 7 octobre 1937 à Hombeek, est une cycliste belge, championne de Belgique sur route en 1959.

## Palmarès sur route
- 1959
  -  Championne de Belgique sur route
  - 2e de Rumst
- 1960
  - Everbeek

## Palmarès sur piste

### Championnats nationaux
- 1959
  -  Championne de la  vitesse
  - 2e de la poursuite
- 1960
  - 2e de la vitesse
- 1963
  - 3e de la poursuite